# Climategate

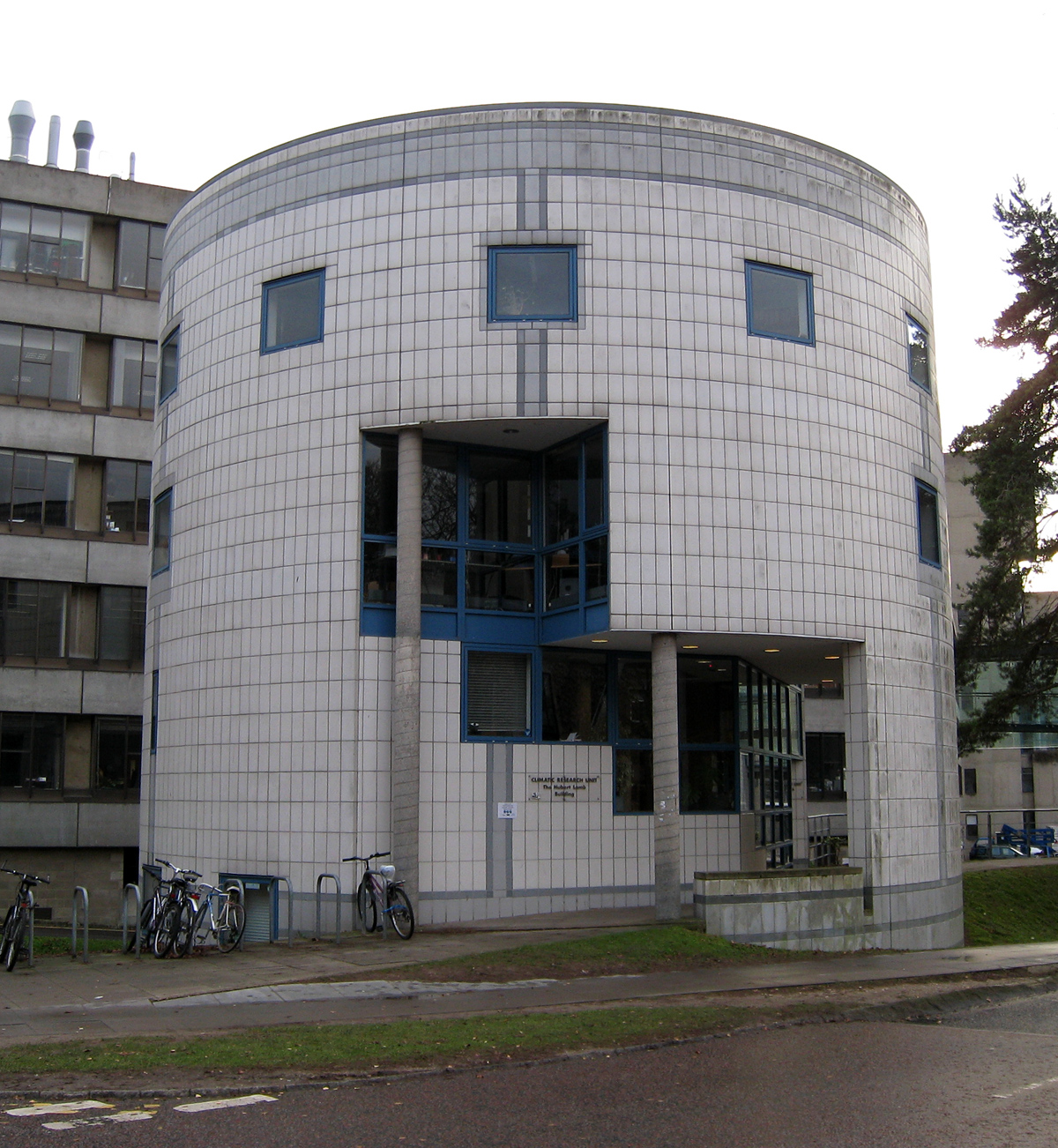
Hubert Lamb Building, University of East Anglia, gdzie znajduje się Climatic Research Unit.

Climategate – upowszechnienie danych i korespondencji z Climatic Research Unit z Uniwersytetu Wschodniej Anglii w listopadzie 2009 oraz związane z nimi śledztwa i reakcje mediów. Najbardziej kontrowersyjne były e-maile, w których Phil Jones stwierdził, że uciekł się do triku zastosowanego wcześniej przez Michaela Manna i ukrył spadek (wg doniesień niektórych mediów – temperatury w ostatnich dekadach XX wieku, w rzeczywistości – tempa przyrostu pierścieni drzew na półkuli północnej) oraz te, w których nawoływano do bojkotu czasopism, w których znajdowały się publikacje, w których nie zgadzano się z większością klimatologów.
Człon gate w nazwie climategate, jest nawiązaniem do afery Watergate.

## Zdarzenie
Nieznane osoby dostały się do serwera Climatic Research Unit (CRU) i udostępniły w internecie kopie e-maili i dokumentów z niego. Skopiowano tysiące e-maili z lat 1996–2009 i 3 tysiące innych dokumentów. Wydarzenie zostało odkryte, gdy 17 listopada 2009 starano się umieścić zbiór FIOA.zip na serwerze strony sieciowej RealClimate. Według relacji Gavina Schmidta z RealClimate, „około godziny 6:20 rano (na wschodzie USA), 17 listopada, włamano się na serwer RC z adresu IP komputera w Turcji, uniemożliwiono dostęp do serwera uprawnionym użytkownikom i załadowano zbiór FOIA.zip. Link do tego zbioru na stronie sieciowej RealClimate został podany na blogu Climate Audit o godzinie 7:24 rano (lokalnego czasu na wschodzie USA) z komentarzem „właśnie wydarzył się cud”. Administratorzy serwera z RealClimate zawiadomili Uniwersytet Wschodniej Anglii, ale 19 listopada zbiór został załadowany na serwer w Rosji i skopiowany w wielu miejscach w internecie.
Największe kontrowersje budziły e-maile, w których Phil Jones stwierdził, że uciekł się do triku zastosowanego wcześniej przez Manna i ukrył spadek temperatury w ostatnich dekadach XX wieku. Dokumenty, które zostały wykradzione, zawierają tysiące e-maili, 2000 dokumentów oraz wersje komputerowych kodów źródłowych do obrabiania danych związanych z oceną zmian klimatu, głównie rekonstrukcji paleoklimatycznych temperatury powierzchni Ziemi. E-maile zawierają dyskusję dotyczącą danych klimatycznych, prywatne komentarze dotyczące innych naukowców, polityków i sceptyków zmian klimatu, wersje artykułów naukowych, dyskusję innych artykułów naukowych, pytania i odpowiedzi do dziennikarzy zajmujących się zmianami klimatu, fragmenty programów komputerowych, propozycje badań naukowych.

## Reakcje

### Reakcje CRU
Phil Jones, dyrektor Climatic Research Unit stwierdził 24 listopada 2009:

[...] To, że świat się ogrzewa jest oparte na kilku źródłach – nie tylko na podstawie temperatury na powierzchni, ale także na podstawie zmian poziomu oceanów, wycofywania się lodowców i zmniejszania pokrywy lodu w Arktyce. Opracowane przez nas przebiegi czasowe temperatury zgadzają się z innymi, kompletnie niezależnymi, grupami naukowców pracujących w NASA i Narodowym Centrum Danych Klimatycznych w USA. Nawet jeżeli pominie się nasze wyniki, to dane tych innych grup dają te same rezultaty. Fakty mówią same za siebie; nikt nie musi nimi manipulować. Na podstawie (angielskiego) aktu Freedom of Information jesteśmy bombardowani listami z żądaniami o udostępnienie danych temperaturowych, które otrzymujemy od innych ośrodków meteorologicznych na świecie z dużej sieci stacji pomiarów pogody. Dane te nie należą do nas i musimy uzyskać zgodę tych serwisów meteorologicznych. Odpowiadamy na te żądania w uzgodnieniu z Komisarzem do Spraw Informacji. Jak poprzednio sygnalizowałem, staramy się uzyskać zgodę z każdego z ośrodków meteorologicznych o możliwość publikacji tych danych. Ja i moi koledzy przyjmujemy do wiadomości, że część e-maili nie jest najlepiej sformułowana. Żałuję, jeżeli spowodowało to zdenerwowanie lub konfuzję. Niektóre z tych e-maili były pisane na żywo, inne używają kolokwializmów typowych dla wymiany korespondencji pomiędzy bliskimi kolegami. Zawsze i teraz byliśmy skrupulatni w opracowaniu danych i staramy się, żeby nasze publikacje były uczciwe i prawdziwe.

### Reakcje poszczególnych naukowców
Phil Jones na zarzuty publiczne mu stawiane odpowiedział po kilku dniach. Tłumaczył, że użył słowa „trik” w znaczeniu pozytywnym – znaczeniu pomysłowego graficznego przedstawienia danych. Nadal twierdził, że publikacja z „Climat Research” nie są rzetelne. Potwierdza to fakt, że po tym incydencie połowa zespołu, w tym naczelny. Jones przeprosił także za niektóre e-maile, tłumacząc, że były one pisane w nadmiernym pośpiechu. Podkreślił też, że nie skasował żadnych danych. Jones czasowo ustąpił także ze swojego stanowiska.
Kevin Trenberth z National Center for Atmospheric Research w USA stwierdził, że analiza e-maili przez sceptyków zmian klimatu oparta jest na selektywnym doborze cytatów i jest próbą sabotażu spotkania klimatycznego w Kopenhadze, które odbyło się w grudniu 2009. Richard Somerville z Instytutu Oceanografii imienia Scripps na Uniwersytecie Kalifornijskim określił incydent jako „obrzucanie błotem”. Klimatolog James Hansen z NASA stwierdził, że kontrowersja „nie ma żadnego efektu na naukę” i że wprawdzie e-maile są niezręcznie napisane, to dowody na antropogeniczne zmiany klimatu są nadal wyjątkowo mocne.
Climategate wywołuje także reakcje w środowisku naukowym dotyczące sposobu komunikacji z mediami i stadnych (ang. „tribal”) zachowań naukowców. Judith Curry, która, mimo że popiera pogląd o antropogenicznych przyczynach zmian klimatu, wystosowała list do młodych naukowców badających klimat i opublikowała swoją analizę na blogu Climate Audit. Curry uważa, że zachowanie CRU jest objawem stadnej reakcji („tribal”) osaczonych naukowców.
W lutym 2010 roku w czasie konferencji American Association for the Advancement of Science w San Diego prezydent Amerykańskiej Akademii Nauk Ralph Cicerone, powiedział, że z powodu incydentu climategate pogorszył się stosunek opinii publicznej w USA i w innych krajach zarówno do nauk o klimacie, jak i do innych dziedzin nauk.
Na początku marca 2010 opublikowano prywatną wymianę korespondencji e-mailowej pomiędzy członkami Amerykańskiej Akademii Nauk. E-maile pochodziły głównie z serwera Amerykańskiej Akademii Nauk sekcji badań środowiska i ekologii (sekcja 63) z ostatniej połowy lutego 2010. W tej wymianie e-mailowej Stephen Schnieder przyrównał ataki na naukowców związanych z climategate do neo-Makkartyzmu. Paul Falkowski napisał, że ataki na naukowców mogą wpłynąć na percepcję innych dziedzin nauki oraz na upolitycznienie dyskusji naukowej. Przedstawiciel Amerykańskiej Akademii Nauk stwierdził, że ta wymiana korespondencji nie reprezentuje poglądów Akademii jako całości.

### Reakcje czasopism naukowych
3 grudnia 2009 roku czasopismo naukowe Nature gdzie zostały publikowane kluczowe artykuły z incydentu Climategate wydało oświadczenie, w którym stwierdzono że: „Polityką Nature jest badanie takich spraw [oskarżenia o fabrykowanie wyników], jeśli istnieją konkretne powody do wątpliwości, ale nic, co widzieliśmy do tej pory w e-mailach, nie spełnia tego warunku”

### Reakcje polityczne i administracyjne
Republikański Senator z USA, Jim Inhofe z Oklahomy, domaga się przeprowadzenia postępowania wyjaśniającego. Inhofe wystosował listy do naukowców, żeby zachowali wszystkie swoje e-maile – prywatne i służbowe. We wtorek 1 grudnia Inhofe wysłał list do szefowej komitetu senatu USA (Senate Environment and Public Works Committee), w którym domaga się sprawdzenia czy prawo amerykańskie zostało naruszone przez naukowców lub „kogokolwiek, kto manipulował badania używając pieniędzy z funduszy federalnych”. Inhofe opublikował raport w tej sprawie w lutym 2010.
Na początku grudnia 2009 Uniwersytet Wschodniej Anglii zdecydował się przeprowadzić wewnętrzne postępowanie w sprawie incydentu Climategate.
3 grudnia 2009 Rajendra Pachauri, przewodniczący Międzyrządowego Panelu Zmian Klimatu w wywiadzie dla BBC powiedział, że jego organizacja ma zamiar zbadać zarzuty wysuwane przez sceptyków w związku z incydentem Climategate. IPCC jest organizacją, która przygotowuje raporty klimatyczne.
Michael Mann i Philip Jones byli autorami jednego z rozdziałów raportu IPCC z 2007; raporty są niezależnie recenzowane i otwarte do publicznej dyskusji przed publikacją.
Postępowanie w sprawie przypadków odmowy udostępnienia informacji przez CRU wszczęte zostało przez brytyjskie biuro Information Commissioner, które doszło do wniosku, że CRU naruszało procedury wynikające z ustawy o dostępie do informacji publicznej, ale ze względu na przedawnienie nie jest możliwe obecnie wyciąganie wobec niego konsekwencji.

### Krytyka metodologii naukowej
Krytykowane i analizowane są fragmenty korespondencji. Dla przykładu e-mail Philipa Jonesa, którego fragment brzmi „właśnie zastosowałem trick Mike’a z jego artykułu w czasopiśmie Nature [...]”.

### Kontrowersja kija hokejowego
Ponieważ opublikowane e-maile zawierają okres od 1999-2009 to wiele e-maili omawia wydarzenia, które były uprzednio dyskutowane w środowisku naukowym. W szczególności część korespondencji dotyczy tzw. kontrowersji kija hokejowego – rekonstrukcji temperatury powierzchni Ziemi za ostatnie ok. 1000 lat. Powołana przez Kongres Stanów Zjednoczonych w 2005 roku komisja National Research Council stwierdziła w 2006 roku, że wyniki rekonstrukcji pokazują ocieplenie w ostatnich dekadach. 1 grudnia 2009 Gerald North, szef komisji National Research Council, udzielił wywiadu w tej sprawie, gdzie podtrzymuje stanowisko komisji z roku 2006.

## Dane klimatyczne
Duża część dyskusji wokół Climategate jest związana z kolizją pomiędzy angielskim Freedom of Information Act a rezolucją 40 Światowej Organizacji Meteorologicznej, która stwierdza, że narodowe służby meteorologiczne mogą określić listę „Dodatkowych Danych i Produktów”, do których wolny dostęp jest ograniczony.

### Dostęp do danych CRU
W oficjalnym komunikacie z 28 listopada 2009 roku Uniwersytet Wschodniej Anglii ogłosił, że duża część danych zebranych przez Climatic Research Unit jest dostępnych publicznie, a pozostałe dane będą opublikowane w momencie gdy Narodowe Serwisy Meteorologiczne z różnych krajów wyrażą na to zgodę. Brytyjska służba meteorologiczna, która jest związana z brytyjskim Departamentem Obrony, przejmie odpowiedzialność za uzyskanie tych dokumentów. Procedura udostępniania danych, które są własnością służb meteorologicznych w innych krajach na świecie odbędzie się przez bezpośredni kontakt ze stałymi przedstawicielami tych krajów w Światowej Organizacji Meteorologicznej. W początku marca 2010 z ponad 150 krajów, z którymi skontaktowała się brytyjska służba meteorologiczna odpowiedziało 59. Z tych 59 krajów siedem nie zgodziło się na dystrybucję swoich danych klimatycznych, m.in. Polska, Kanada i Szwecja.

### Rezolucja 40 Światowej Organizacji Meteorologicznej
Mimo że 26 października 1995 roku sekretarz generalny WMO G.O.P. Obasi wystosował otwarty list, w którym podkreślił, że „Fundamentalną zasadą działalności Światowej Organizacji Meteorologicznej (WMO), i w zgodzie z coraz większymi wymaganiami stawianymi przed WMO w zakresie naukowej i technicznej działalności, podejmujemy działania w celu nieograniczonej międzynarodowej wymiany danych meteorologicznych i produktów opartych na tych danych”, to polityka wymiany danych meteorologicznych i hydrologicznych w wielu krajach na Świecie jest restrykcyjna, głównie ze względu na komercyjną wartość danych.
Inna sytuacja istnieje w USA, gdzie działalność i produkty instytucji opłacanych przez podatnika są (nieodpłatnie) dostępne publicznie. Z tych powodów dochodzi do paradoksalnych sytuacji. Amerykańska służba meteorologiczna i oceaniczna wie o tej sytuacji i podaje ostrzeżenie, że „komercyjne użycie jakichkolwiek danych z grupy „Dane i produkty dodatkowe” dostępne przez Internet może być obwarowane ograniczeniami opisanymi w Rezolucji nr 40 Światowej Organizacji Meteorologicznej, którą podpisały też Stany Zjednoczone. Wobec tego, ktokolwiek ignoruje te ograniczenia może spowodować reakcję narodowych służb meteorologicznych, które mogą ograniczyć dostęp do danych”.
Większość naukowców zajmujących się badaniami środowiska popiera starania o bezpłatny swobodny dostęp i wymianę danych meteorologicznych, oceanograficznych i hydrologicznych, m.in. ze względu na światowy rozmiar problemu zmian klimatu. W szczególności Amerykańskie Towarzystwo Meteorologiczne w 2002 poparło bezpłatny i wolny dostęp do danych o środowisku.

## Organizacje badające Climategate

### Parlament Brytyjski
Parlament Brytyjski nie dopatrzył się nierzetelności badań bądź manipulacji wynikami badań.

### Komisja Muira
W grudniu 2009 Uniwersytet Wschodniej Anglii wyznaczył komisję do zbadania sprawy Climategate. Członkami komisji byli Muir Russel, Geoffrey Boulton, Peter Clarke, David Eyton oraz Jim Norton. Komisja miała za zadanie:
- Zbadać korespondencję e-mailową i inne dokumenty w CRU, i zbadać, czy zachodziły przypadki manipulowania danymi w sposób sprzeczny z praktyką naukową,
- Zbadać politykę i procedury CRU w zbieraniu danych, poddawania wyników procedurze recenzji naukowych i umożliwiania dostępu do danych,
- Zbadać, czy CRU umożliwiał dostęp do danych zgodny z praktyką Uniwersytetu Wschodniej Anglii oraz Freedom of Information Act,
- Zbadać sposób kierowania CRU oraz bezpieczeństwem i metodami udostępniania danych, jakie posiada.

Komisja Muira nie zajmowała się oceną publikacji naukowych CRU.
Komisja Muira Russela 7 lipca 2010 przedstawiła swoje wyniki. Zgodnie z nimi badacze CRU nie popełnili żadnych wykroczeń w etyce naukowej, manipulowaniu danymi, oraz procedurze recenzji naukowych. Komisja podkreśliła wysoką jakość badań naukowych i zwróciła uwagę na defensywny charakter działań naukowców w relacjach poza działalnością ściśle naukową.
Od początku grudnia 2009 Jones czasowo przestał być dyrektorem CRU. Po ogłoszeniu wyników badań komisji Muira w lipcu 2010 Jones został dyrektorem badań w CRU.

### Komisja Penn State
Uniwersytet Penn State, w którym pracuje Michael Mann, jeden z naukowców związanych z incydentem, opublikował notatkę:

Profesor Michael Mann jest wybitnym członkiem uniwersytetu Penn State badającym zmiany klimatu. Artykuły profesora Manna zostały opublikowane w recenzowanych czasopismach naukowych. W listopadzie 2005 [...] Narodowa Akademia Nauk (NAS) Stanów Zjednoczonych stworzyła panel ekspertów badających rekonstrukcję temperatury opublikowaną w 1999 roku przez profesora Manna. Raport w 2006 roku stwierdził, że jego wyniki były oparte na solidnych podstawach, a następnie wiele wyników potwierdziło tego typu rekonstrukcję w wielkiej skali [przestrzennej]. W ostatnich dniach opublikowano długi zbiór z e-mailami. Niektóre z pytań zawarte w tych e-mailach mogły być już rozważane przez Narodową Akademię Nauk, być może inne nie były jeszcze analizowane. Uniwersytet będzie rozważać tę sytuację dalej według bardzo dobrze ustalonej procedury. Nie będzie żadnej dyskusji publicznej w tej sprawie w czasie gdy Uniwersytet będzie analizował fakty, które zostały poruszone.

### Prokuratura stanu Wirginia
Prokurator ze stanu Wirginia postawił zarzut niegospodarności grantami Mannowi.